# Cranworth
Cranworth är en civil parish i Storbritannien.   Den ligger i grevskapet Norfolk och riksdelen England, i den sydöstra delen av landet, 140 km nordost om huvudstaden London. Antalet invånare är 440. Arean är 20,6 kvadratkilometer.
Terrängen i Cranworth är mycket platt.